# Smyrniopsis behboudiana
Smyrniopsis behboudiana är en flockblommig växtart som beskrevs av Karl Heinz Rechinger och Esfandiar Esfandiari. Smyrniopsis behboudiana ingår i släktet Smyrniopsis och familjen flockblommiga växter. Inga underarter finns listade i Catalogue of Life.